# ドナルド・ワッツ・デービス
ドナルド・ワッツ・デービス（英語: Donald  Watts Davies、CBE、FRS、1924年6月7日 - 2000年5月28日）は、ウェールズ出身の計算機科学者で、パケット交換コンピュータネットワークの発明者の一人であり、「パケット交換 (packet switching)」という用語の名付け親である。

## 生涯
デービスはウェールズのトレオルヒで生まれた。父は炭鉱の事務員だったがデービスの生まれた数カ月後に亡くなった。デービスは母に連れられてポーツマスに移りそこで学校教育を受けた（ポーツマスは母の故郷である）。
1943年、インペリアル・カレッジ・ロンドンで物理学の理学士号を取得すると、クラウス・フックスの助手としてバーミンガム大学でチューブ・アロイズ計画（イギリスの核兵器開発計画）に参加した。その後インペリアル・カレッジ・ロンドンに戻って数学を学び、1947年に first-class honour を得た。
1955年、ダイアン・バートンと結婚し、息子を2人と娘を1人もうけた。
1947年、アラン・チューリングが Automatic Computing Engine (ACE) というコンピュータを設計していたイギリス国立物理学研究所 (NPL) で働きはじめる。デービスはチューリングの1936年の重要な論文 On Computable Numbers の中の間違いを指摘し、チューリングをいらだたせたと言われている。それがおそらく世界初のプログラミングのバグであるが、そのプログラミングとはチューリング機械という理論上の計算機についてのものだった。ACEプロジェクトは野心的すぎたため破綻し、チューリングがNPLを離れることになった。デービスがプロジェクトを引き継ぎ、目標を低くしたパイロットACEを完成させ、1950年5月に稼働させた。この設計に基づいて イングリッシュ・エレクトリック が製造したDEUCEというコンピュータが一般に販売され、1950年代で最も多く売れたコンピュータとなった。
その後の一時期は、交通シミュレーションや機械翻訳といったコンピュータの応用を研究。1960年代初めには政府の技術部門でイギリスのコンピュータ産業の活性化に尽力した。
1966年NPLに戻ると、コンピュータ部門を再編してその責任者となった。ある時マサチューセッツ工科大学 (MIT) を訪問して、データ通信に興味を持つようになった。MITでは新開発したタイムシェアリングシステムで端末ごとに電話回線をひかなければならず、そのコストが大きな問題となっていた。1968年8月5日、エディンバラで開催された会議で初めてパケット交換のアイデアを発表した。
1970年、NPLで使用するパケット交換網 Mark I の構築を支援。1973年には Mark II に更新し、1986年まで運用した。これがイギリスやヨーロッパの他の研究に影響を与えている。アメリカのARPAのローレンス・ロバーツがそれに気づき、ARPANETの構築を行い、それがインターネットへと発展することになった。
1979年、管理職を辞して研究に戻る。このころは特にコンピュータセキュリティに関心を持っていた。1984年にNPLを退職し、銀行業界のセキュリティ・コンサルタントとなった。
1975年、英国コンピュータ協会の特別フェローとなる。1983年、大英帝国勲章コマンダー（CBE）を授与され、1987年には王立協会フェローに選ばれた。2000年IEEEインターネット賞受賞。

## 著作
- Communication Networks for Computers, Wiley, 1973. - D. Barber との共著
- Computer Networks and Their Protocols, Wiley, 1979. - W. Price, D. Barber, C. Solomonides との共著
- Security for Computer Networks, Wiley, 1984. - W. Priceとの共著